# Diaethria phlogeides
Diaethria phlogeides är en fjärilsart som beskrevs av Johannes Karl Max Röber 1913. Diaethria phlogeides ingår i släktet Diaethria och familjen praktfjärilar. Inga underarter finns listade i Catalogue of Life.